# Тарнашинська Людмила Броніславівна
Тарнашинська Людмила Броніславівна (4 березня 1952, с. Тучин-2, колишнє містечко, Тучинського району Рівненської області) — українська літературознавиця, літературна критикиня, прозаїк, поетеса, журналістка. Доктор філологічних наук, професор, провідна наукова співробітниця Відділу української літератури ХХ століття Інституту літератури ім. Т. Г. Шевченка НАН України, керівниця наукового Центру дослідження проблематики українського шістдесятництва Інституту літератури ім. Т. Г. Шевченка НАН України.

## Біографія
Тарнашинська Людмила Броніславівна народилася 4 березня 1952 року у с. Тучин-2 Тучинського району Рівненської області. До 1972 року жила на Вінниччині (Томашпіль, Ямпіль, Немирів). У Немирові закінчила середню школу. В 1969–1972 роках працювала кореспонденткою немирівської райгазети. З 1973 року живе й працює в Києві.
Вищу освіту здобула на факультеті журналістики Київського університету імені Т. Шевченка (1976). З 1973 по 1989 рік — кореспондентка, завідувачка відділу редакції газети «Друг читача». З 1989 по 2000 роки працювала співробітницею відділу критики та історії літератури редакції газети «Літературна Україна», з 1998 року також є науковою співробітницею Інституту літератури ім. Т. Шевченка НАН України. Від 2001 року — старша наукова співробітниця відділу української літератури ХХ ст. Інституту літератури ім. Т. Шевченка НАН України. Доктор філософії (Мюнхен, УВУ, 1996). Доктор філологічних наук (2014). Член Національної спілки журналістів України. Член Національної спілки письменників України (1996). Студіювала в Українському вільному університеті (Мюнхен, 1993, 1994, 1997), у Варшавському університеті (2007).
Заступниця голови редколегії наукового збірника «Філологічний дискурс» (видання Хмельницької гуманітарно-педагогічної академії спільно з Інститутом літератури ім. Т. Г. Шевченка НАН України). Постійний експерт Всеукраїнського книжкового рейтингу «Книжка року» (номінація «Хрестоматія»).

## Творчий доробок
Людмила Тарнашинська є авторкою сотень літературознавчих, літературно-критичних, культурологічних та інших публікацій у наукових, літературно-мистецьких збірниках та періодичних виданнях України, Польщі, Чехії, США, українського зарубіжжя. Регулярно друкувалася й друкується в часописах «Сучасність», «Всесвіт», «Березіль», «Універсум», «Кур'єр Кривбасу», «Дніпро», газетах «Літературна Україна», «Українська літературна газета», «Дзеркало тижня», «День» тощо, а також у збірниках «The Ukrainian Quarterly: a journal of Ukrainian and international affairs»; «Ucrainica: Současná ukrajinistika. Problémy jazyka, literatury a kultury» (Olomouc); «Roczniki Humanistyczne» (Lublin), «Warszawskie zeszyty ukrainoznawcze» (Warszawa) та інших.
Також вона одна з авторок антологій «Острів зимового мовчання: Антологія жіночої прози» та «Сама: Антологія сучасної української жіночої поезії».
Її новели друкувалися в перекладі німецькою мовою в укладених і виданих у видавництві «Brodina Verlag» (Німеччина) Анною-Галею Горбач антологіях української прози «Stimmen ous Tschornobyl. Eine Anthologie» («Голоси з Чорнобиля», 1996) та «Die Kürbisfürstin. Eine Anthologie zum Frauenthema in der Ukraine» («Гарбузова княгиня», 1999), поезія — у перекладі на португальську мову в антології: Helena Kolody. Wira Selanski. Sinos. Antologia da poesia ucraniana (L. Tarnashynska. Cinzas) //Rio de Janeiro — Lisboa, 2009).
Людмила Тарнашинська також є авторкою 11 випусків авторської серії біобібліографічних літературознавчих нарисів «Шістдесятництво: профілі на тлі покоління» (у співавторстві з бібліографами Національної Парламентської бібліотеки України (Ліна Костенко, Валерій Шевчук, Ірина Жиленко, Євген Сверстюк, Іван Світличний, Михайлина Коцюбинська, Микола Вінграновський, Василь Симоненко, Григір Тютюнник, Іван Драч, Володимир Дрозд), співавторкою низки колективних праць, зокрема «Українки в історії» («Либідь», 2004), «Українки в історії. Нові сторінки» («Либідь» 2010), «Соломія» («Основи», 2006) та ін., авторкою низки передмов до книжок, зокрема «Поезія з-за ґрат: Антологія» («Смолоскип», 2012), творів українських письменників (зокрема Марти Тарнавської, Валерія Шевчука, Романа Лубківського, Олексія Довгого та ін.), авторкою численних статей в енциклопедичних виданнях (зокрема ШЕ, ЕСУ та інших) тощо.
Книги Людмили Тарнашинської зберігаються в Бібліотеці Когресу США, бібліотеках американських університетів: Стенфордського, Єльського, Колумбійського (Нью-Йорк), Урбана-Шампейн, Гарвардського, Альбертського університетаї, Нью-Йоркській публічній бібліотеці, а також Баварській державній бібліотеці та інших бібліотеках Німеччини, Польщі тощо.
Книжка «Закон піраміди: Діалоги про літературу та соціокультурний клімат довкола неї» нагороджена Грамотою Форуму видавців у Львові (2001) та дипломом Третього Київського міжнародного книжкового ярмарку «Книжковий світ — 2001» у номінації «Оригінальний дизайн книги» (2001). Монографія «Українське шістдесятництво: профілі на тлі покоління» отримала спеціальну відзнаку малого журі в галузі літературознавства на Львівському форумі видавців (2010). Монографія «Українське шістдесятництво: профілі на тлі покоління» була лідером у рейтингу «Найкраща книга другого кварталу» на «Літакценті». Книга «Його Величність Час. Варіації на філософську тему His Majesty Time. Variations on a (philoso)theme» ввійшла до семи найкращих видань у номінації «Красне письменство» (розділ сучасна поезія/афористика) за підсумками рейтингу «Найкраща книга року 2010. Лідери літа». Монографія «Українське шістдесятництво: профілі на тлі покоління» висувалася Вченою Радою Інституту літератури ім. Т. Г. Шевченка НАН України на здобуття Національної премії імені Т. Г. Шевченка в номінації «Літературознавство/Мистецтвознавство» (2011).

### Літературні премії та відзнаки
- Літературна премія ім. акад. О. Білецького (за книжку «Сезон вічності», 2001);
- Літературна премія ім. І. Кошелівця редколегії журналу «Соборність» (монографія «Художня галактика Валерія Шевчука. Постать сучасного українського письменника на тлі західноєвропейської літератури», 2001);
- Відзнака Фонду Воляників-Швабінських при Фундації Українського вільного університету в Нью-Йорку (за книжку «Сезон вічності»; 2002 р.);
- Літературна премія НСПУ «Благовіст» (за низку літературознавчих студій, присвячених творчості відомих письменників: серія «Шістдесятники: профілі на тлі покоління»; 2006);
- Всеукраїнська літературна премія імені Михайла Коцюбинського (за прозову книжку «Парасоля на кожен дощ»; 2010);
- Удостоєна диплому й медалі лауреата Міжнародної літературної премії імені Григорія Сковороди «Сад божественних пісень» (за книжку «Його Величність Час. Варіації на (філосо)тему/ His Majesty Time. Variations on a (philoso)theme» (2012 р.).
- Нагороджена медаллю «Почесна відзнака» Національної спілки письменників України: «За особисті досягнення у літературній творчості, за вагомий внесок у відродження духовності та культури українського народу» (березень 2012).

### Вибрана бібліографія

#### Проза, поезія
- Сходження на Фудзіяму: Новели. — Львів: Престиж-Інформ, 1999. — 64 с.
- Луна мовчань: Лірика. — К.: ПоліграфКонсалтинг, 2005. — 54 с.
- Парасоля на кожен дощ: Новели, оповідання, маленькі повісті/ Післяслово Г. Штоня. — К.: Неопалима купина, 2008. — 260 с.
- Його Величність Час: Варіації на (філосо)тему/Liudmyla Tarnashynska. HIS MAJESTY TIME. Variations on a (philoso)theme. Мініатюри-імпровізації українського художника Пилипа Таралевича/Miniatures-improvisations by the Ukrainian artist Pylyp Taralevych. Передмова «Партитура образів часу» С. Кримського. Переклад на англ. — О. Тереха. -К: «BONA MENTE», 2010.— 144 с., іл.

#### Монографії
- Художня галактика Валерія Шевчука: Постать сучасного українського письменника на тлі західноєвропейської літератури. — К.: Вид-во ім. О. Теліги, 2001. — 223 с.
- Презумпція доцільності: Абрис сучасної літературознавчої концептології. — К. : Видавничий дім «Києво-Могилянська академія», 2008. — 534 с.
- Українське шістдесятництво: профілі на тлі покоління (Історико-літературний та поетикальний аспекти) — К.: Смолоскип, 2010. — 632 с.
- Борисенко, А. Атаманенко, Л. Тарнашинська [та ін.] Українки в історії. Нові сторінки. – К.: Либідь, 2010. – 264 c.
- Сюжет Доби: дискурс шістдесятництва в українській літературі ХХ століття — К.: Академперіодика, 2013. — 678 с., 4 с. іл. (концептуальний авторський підсумок тривалих досліджень проблематики українського шістдесятництва).
- Володимир Дрозд: „Письменник – лише уста народу”: Серія „Українське шістдесятництво: профілі на тлі покоління”. Вип. 15. – Біобібліографічний нарис. Автор нарису Л. Тарнашинська. Бібліографи-упорядники Г. В. Волянська, Т.М. Заморіна /Державний заклад „Національна Парламентська бібліотека України”.  – Вип.15. –К., 2013. – С.5−25.
- «„Шевченко – поет сучасний”: прочитання крізь призму шістдесятництва» — К.: Видавничий дім «Києво-Могилянська академія», 2017, 270 с.
- Українське шістдесятництво: Профілі на тлі поколінь. - К., 2019. - 592 с.

#### Рецензії на наукові праці
- Ніна Бєляєва Світовий обшир «Мисленного дерева» // Слово і Час. — 2002. — № 4. — С. 76-78.
- Мирослава Гнатюк. Варіативність самовияву: науковий і художній текст Людмили Тарнашинської // Слово і час. — 2010. — № 1.— С. 117–123.
- «Презумпція доцільності…» Людмили Тарнашинської (обговорення на засіданні літературно-критичного клубу «Академічні бесіди» // Слово і Час. — 2010. — № 1. — С. 109–117;
- Микола Ільницький. Похвальне слово текстології/ // Дивослово. — 2011. — № 9. — С. 62-64;
- Олег Коцарев. Спроба «есеїстичної енциклопедії» літературного шістдесятництва // День. — 2010. — № 105–106 (18-19 черв.). — С. 23.
- Марта Замбжицька. У контексті філософії персоналізму [Електронний ресурс] / Марта Замбжицька // Літакцент. — 2011. — 26 квіт. — Режим доступу: http://litakcent.com/2011/04/26/pysmennycki-samoprezentaciji-i-portret-pokolinnja/
- Мирослава Гнатюк. Під кутом нової інтегральної системи дослідження // Слово і Час. — 2013. — № 9. — С. 105–107.
- Сюжет Доби: дискурс шістдесятництва в українській літературі ХХ століття//Світогляд. — 2014. — № 1 (45). — с. 3.

#### Літературно-критичні видання
- Закон піраміди: Діалоги про літературу та соціокультурний клімат довкола неї / Передмова П.Загребельного. — К.: Університетське вид-во «Пульсари», 2001. — 264 с.
- Сезон вічності: Літературно-критичні тексти / Ред. та упоряд. серії І. Трач; Вступ. слово С. Андрусів; Післяслово Ю. Вівташа; Іл. Г. Мазепи. — Париж; Львів; Цвікау: Зерна, 2001. — 128 с.

#### Інтерв'ю
Людмила Тарнашинська: «Не маю неприязні до часу, у якому випало жити…». Інтерв'ю взяла Г. Тарасюк. //Українська літературна газета. — 2010. — 29 жовтня. — № 22 (28). -С. 8-9; 2010—13 лист.-- № 23 (29) — С. 6-7 (продовження); № 24(30) — C.14 (закінчення).

#### Вибрані наукові публікації
- Тарнашинська Л. Парадигми «нової реальності» Валерія Шевчука / Людмила Тарнашинська // Слово і Час. — 1998. — № 6. — С. 46-51. (0,5 др. арк.). — (Час теперішній: Портрет).
- Тарнашинська Л. Іван Кошелівець, відомий і невідомий / Людмила Тарнашинська // Слово і Час. — 1999. — № 4/5. — С. 19-21. (0,3 др. арк.).
- Тарнашинська Л. Шістдесятництво: свобода вибору як єдина форма індивідуалізації особистості / Людмила Тарнашинська // Актуальні проблеми літературознавства: [зб. наук. праць]. — Дніпропетровськ: Навч. книга, 2000. — Т. 7 / [наук. ред. Н. І. Заверталюк]. — С. 16-21. (0,5 др. арк.).
- Тарнашинська Л. Час у творчості Ліни Костенко як темпоральний код структури людського досвіду / Людмила Тарнашинська // Слово і Час. — 2005. — № 6. — С. 42-52. (0,8 др. арк.).
- Тарнашинська Л. Історичний жанр як дискурс оприявлення автора / Людмила Тарнашинська // Актуальні проблеми літературознавства: [зб. наук. праць]. — Дніпропетровськ: Навч. книга, 2005. — Т. 16. — С. 92-101. (0,5 др. арк.).
- Євген Сверстюк і Тарас Шевченко: на полі честі: християнський дискурс персональної Шевченкіани //Studia polsko-ukraińskie – 2. Uniwersytet Warszawski – Wedział Lingwistyki Stosowanej Eksperymentalne Laboratorium Literaturoznawcze. – Warshawa 2015. – Ред. В. Соболь. – С. 99- 125

#### Закордонні наукові публікації
- Tarnashynska L. Time as a Temporal Code of Human Experience in Lina Kostenko's Literary Works / Lyudmyla Tarnashynska // The Ukrainian Quarterly: a journal of Ukrainian and international affairs / [ed. by L. Rudnytsky]. — 2011. — Spring-Winter. — Vol. LXVII. — № 1-4. — P. 148–164.
- Тарнашинська Л. Українське шістдесятництво і слов'янський контекст: Витоки, тенденції, перспективи дослідження / Людмила Тарнашинська // Ucrainica ІІ: Současná ukrajinistika. Problémy jazyka, literatury a kultury: 3. Olomoucké sympozium ukrajinistů (24.-26. srpna 2006). — Olomouc: Univerzita Palackého v Olomouci, 2006. — Č. 2: Sbornik článku / [red. J. Anderš]. — S. 323–331.
- Тарнашинська Л. Українське шістдесятництво як концепція «духу часу» / Людмила Тарнашинська // Roczniki Humanistyczne. — Lublin: Wyd-wo TN KUL, 2007. — T. LIV-LV. — Z. 7: Słowianoznawstwo. — S. 109–124.
- Тарнашинська Л. Концепт щирості в художньо-естетичній парадигмі І. Франка та його інтерпретація В. Стусом / Людмила Тарнашинська / Warszawskie zeszyty ukrainoznawcze. — Warszawa: TYRSA, 2007. — W. 21-22: Spotkania polsko-ukraińskie. Uniwersytet Warszawski — Iwanowi France. Studia Ucrainica / [pod red. S. Kozaka]. — S. 266–277.
- Тарнашинська Л. Альтернативний дискурс Івана Кошелівця: критерії як домінанта принципів / Людмила Тарнашинська // Warszawskie zeszyty ukrainoznawcze. — Warszawa: TYRSA, 2008. — W. 25-26: Spotkania polsko-ukraińskie. Emigracja ukraińska: historia, kultura, postacie, instytucje, związki z Polakami. Studia Ucrainica / [pod red. S. Kozaka]. — S. 261–274.

#### Упорядкування
- «Крим, який ми любимо»: Антологія/Авторська ідея, упорядкування, вступна стаття «Маєстат сонячного півострова: Кримський профіль України» Л. Тарнашинської. – К.: Університетське видавництво «Пульсари», 2016. – 600 с., іл.